# طبيب عام
الطب العام أو المُمارس العام هو الإلمام الكامل بالأمراض التي تصيب جسم الإنسان والأعراض المصاحبة لهذه الأمراض وطرق تطوير صحة الإنسان. ويتخصص في هذا المجال أطباء يحصلون على شهادة بكالوريوس الطب والجراحة، وهي من أول الشهادات التي يحصل عليها الطبيب المبتدئ في مجال الطب. ومن المفروض أن يلم الطبيب الحاصل على شهادة بكالوريوس الطب والجراحة بمختلف الأعراض البدنية والنفسية للأمراض في مختلف الأقسام كالأمراض الباطنية على سبيل المثال.
يسمى الطبيب الممارس للطب العام (طبيب عام) أو (GP) وهي اختصار لعبارة (General Practitioner)، وهو الطبيب المختص بتقديم الرعاية الصحية الأولية للمرضى.. وتعتبر شهادة البكالوريوس في الطب كافية لممارسة الطب العام حسب النظام الأمريكي، بينما يطلب النظام البريطاني 3 سنوات إضافية من التعليم ما بعد الجامعي لممارسة الطب العام.
يتميز الطبيب العام بقدرته على تشخيص الأمراض المختلفة وتحويل المريض على الطبيب المختص بحالته الصحية؛ ويعد طبيب الأسرة أكثر تخصصًا في هذا المجال، ولكن يشترط لممارسة طب الأسرة إكمال الدراسة بعد التخرج لعدة سنوات ولا تكفيه درجة البكالوريوس في الطب وحدها.
يمكن أن يختلف دور الممارس العام بشكل كبير بين الدول (أو حتى داخلها). تميل أدوارهم في المناطق الحضرية في البلدان المتقدمة إلى أن تكون أضيق وأن تركز على رعاية المشاكل الصحية المزمنة؛ كعلاج الأمراض الخطيرة التي لا تهدد الحياة؛ والكشف المبكر والإحالة إلى الرعاية المتخصصة للمرضى الذين يعانون من أمراض خطيرة؛ والرعاية الوقائية بما في ذلك التثقيف الصحي والتحصين. وفي الوقت نفسه، في المناطق الريفية في البلدان المتقدمة أو في البلدان النامية، يمكن أن يشارك الممارس العام بشكل روتيني في الرعاية الطارئة قبل المستشفيات، وتوليد الرُضّع، والرعاية في المستشفيات المحلية، وإجراء العمليات الجراحية منخفضة التعقيد. يعمل الممارسين العامين في بعض أنظمة الرعاية الصحية في مراكز الرعاية الأولية حيث يلعبون دورًا مركزيًا في فريق الرعاية الصحية، بينما في نماذج الرعاية الأخرى يمكن أن يعمل الممارسون العاميون كممارسين أحاديي اليد.
يشيع مصطلح الممارس العام في جمهورية أيرلندا والمملكة المتحدة والعديد من دول الكومنولث. يتم تخصيص كلمة الطبيب في هذه البلدان إلى حد كبير لأنواع أخرى معينة من الأطباء المتخصصين، ولا سيما في الطب الباطني. في حين يتمتع مصطلح الطبيب العام في هذه البلدان بمعنى محدد بوضوح، فقد أصبح مصطلحًا في أمريكا الشمالية غامضًا إلى حد ما، وهو ليس مرادفًا لمصطلح طبيب الأسرة أو طبيب الرعاية الأولية، كما هو موضح أدناه.
تاريخيا، كان يؤدي دور الطبيب الممارس العام مرة واحدة من قبل أي طبيب مؤهل في كلية الطب العاملة في المجتمع. ومع ذلك، فقد أصبحت الممارسة العامة منذ خمسينيات القرن العشرين تخصصًا مستقلًا بذاته، مع وجود متطلبات تدريب خاصة مصممة لكل بلد. وضع إعلان ألما-آتا في عام 1978 الأساس الفكري لماهية الرعاية الأولية والممارسة العامة في الوقت الحاضر.

## آسيا

### الهند وبنغلاديش
تشمل الدرجات الطبية الأساسية في الهند وبنغلاديش بكالوريوس الطب والجراحة BAMS، وبكالوريوس الأيورفيدا في الطب والجراحة BHMS، بكالوريوس طب وجراحة المثليين. وتتكون تلك الشهادات الطبية عادةً من دورة لمدة أربع سنوات ونصف تليها سنة من التدريب الدوائي الإجباري في الهند. تستغرق هذه الدورة خمس سنوات يتبعها عام من التدريب الداخلي الإجباري في بنغلاديش. يتطلب التدريب أن يعمل المرشح في جميع الأقسام لفترة زمنية محددة، ليخضع للتدريب العملي في علاج المرضى.
عادةً ما يتم تسجيل الأطباء من قبل المجالس الطبية بالولاية. لا يُمنح التسجيل الدائم كممارس طبي مسجل إلا بعد إتمام التدريب الإلزامي بشكل مُرضٍ.
اتحاد جمعيات أطباء الأسرة في الهند (FFPAI) هو منظمة لها علاقة بأكثر من 8000 ممارس عام من خلال عضويتها المنتسبة.

### باكستان
في باكستان، يتطلب الحصول على الترخيص خمس سنوات تليها سنة واحدة من التدريب في التخصصات المختلفة، ثم يقوم المجلس الباكستاني للطب وطب الأسنان (PMDC) بمنح التسجيل الدائم، وبعد ذلك يمكن للمرشح أن يختار التدرب كطبيب عام أو اختيار التدريب المتخصص.
تمت الموافقة على أول برنامج لتدريب طب الأسرة من قبل كلية الأطباء والجراحين في باكستان (CPSP) في عام 1992 وبدأت في عام 1993 من قبل قسم طب الأسرة في قسم علوم صحة المجتمع، جامعة الآغا خان، باكستان.
تمت الموافقة على برنامج تدريب طب الأسرة من جامعة ضياء الدين للحصول على زمالة في طب الأسرة.

## أوروبا

### فرنسا
يكون الطبيب العام في فرنسا مسؤولًا عن الرعاية طويلة الأجل بين السكان. وينطوي هذا على الوقاية، والتعليم، وعلاج الأمراض والصدمات التي لا تتطلب وجود متخصص، واللإحالة إلى أخصائي عند الضرورة، كما يُتابعون الأمراض الحادة يوما بعد يوم (بين الأزمات الحادة التي تتطلب تدخل أخصائي).

### اليونان
تم تأسيس الممارسة العامة كتخصص طبي في اليونان في عام 1986. لتتأهل كطبيب عام يُطلب من الأطباء في اليونان إكمال أربع سنوات من التدريب المهني بعد المدرسة الطبية، بما في ذلك ثلاث سنوات وشهرين في التدريب بالمستشفى. قد يعمل الممارسون العامون في اليونان إما كمتخصصين خاصين أو في خدمة الرعاية الصحية الوطنية.

### هولندا وبلجيكا
تعتبر الممارسة العامة في هولندا وبلجيكا متقدمة. يدير «طبيب المنزل» المستوى الأول من الرعاية الأولية في هولندا، حيث لا يستطيع المرضى عادةً استشارة أخصائي في المستشفى دون الحاجة إلى التحويل إلى أخصائي. يعمل معظم الممارسين العامين في الممارسة الخاصة على الرغم من أن هناك المزيد من المراكز الطبية مع الأطباء الممارسين. يعمل العديد من الممارسين العامين في تخصص مُعين، على سبيل المثال، الرعاية التلطيفية.
في بلجيكا، يُحتاج إلى سنة واحدة من المحاضرات وسنتين من الإقامة للعمل كممارس عام. في هولندا، يتكون التدريب من ثلاث سنوات (بدوام كامل) من التخصص بعد الانتهاء من التدريب لمدة 3 سنوات. السنة الأولى والثالثة من التدريب تجري في ممارسة الممارس العام. تتألف السنة الثانية من التدريب من ستة أشهر من التدريب في غرفة الطوارئ، أو الطب الباطني، أو طب الأطفال أو أمراض النساء، أو مجموعة من المستشفيات العامة أو الأقسام الأكاديميية، أو ثلاثة أشهر من التدريب في مستشفى للأمراض العقلية أو عيادة خارجية، وثلاثة أشهر في التمريض أو طب الأسرة أو طب الشيخوخة السريرية. خلال السنوات الثلاث، يحصل المقيمون على تدريب يوم واحد في الجامعة أثناء العمل في الأيام الأخرى. في السنة الأولى، يتم التركيز بشكل كبير على مهارات التواصل مع التدريب بالفيديو. وعلاوةً على ذلك، يتم تناول جميع جوانب العمل كطبيب عام بما في ذلك العمل مع المعايير الطبية من جمعية الممارسين العاميين الهولندية (NHG) (Nederlands Huisartsen Genootschap). يجب على جميع المقيمين أيضًا أن يأخذوا اختبار المعرفة الوطنية مرتين في السنة. يتألف هذا الاختبار من 120 سؤال اختيار من متعدد، تتم معالجة المسائل الطبية والأخلاقية والعلمية والقانونية لعمل الممارس العام.

### روسيا
لم يكن تخصص «الممارس العام» في الاتحاد السوفيتي موجودًا، مع وجود وظائف مماثلة مثل المعالج (بالروسية: терапевт). بدأ تطبيق لائحة الممارسين العامين في الاتحاد الروسي في عام 1992، وبعد ذلك بدأت المدارس الطبية تدرب في التخصص ذي الصلة. يمنح الحق في الممارسة كطبيب عام بحصوله على شهادة المؤهلات المناسبة. يمكن تنفيذ الممارسة الطبية العامة سواء بشكل فردي أو في مجموعة، بما في ذلك بمشاركة أخصائيين سابقين. يُسمح بعمل الممارسين العامين، سواء في المؤسسة الطبية أو في القطاع الخاص. ويتمتع الممارس العام بحقوق قانونية واسعة، إذ يمكنه قيادة أفراد الخدمات الطبية المبتدئين، وتقديم الخدمات بموجب عقود التأمين الطبي، وإبرام عقود إضافية للعقد الرئيسي، وإجراء فحص لجودة الخدمات الطبية. بالنسبة للقرارات المستقلة، يكون الممارس العام مسؤولاً بموجب القانون.

### إسبانيا
في إسبانيا، يكون الأطباء الممارسون رسمياً متخصصين في الطبّ التقليدي، لكن يُعرفون عادةً باسم أطباء الأسرة أو الممارسون العاميون. تم تأسيس الطب العام كتخصص طبي في إسبانيا عام 1978.
يعمل معظم الأطباء الممارسين في إسبانيا لصالح السلطة الصحية الممولة من الدولة من خلال الحكومة الإقليمية (comunidad autónoma). يعتمد الممارون العامون كما الحال بالنسبة لمعظم العاملين في مجال الرعاية الصحية على الراتب.
من أجل توفير الرعاية الأولية، تُقسّم إسبانيا جغرافياً في الوقت الحالي إلى مناطق الرعاية الصحية الأساسية، التي يحتوي كل منها على فريق الرعاية الصحية الأولية. وعادةً ما يتضمن كل فريق متعدد التخصصات الممارسين العامين، وأطباء الأطفال المجتمعيين، والممرضات، وأخصائيي العلاج الطبيعي والأخصائيين الاجتماعيين، جنبًا إلى جنب مع الموظفين الإضافيين. في المناطق الحضرية تتركز جميع الخدمات في مبنى واحد كبير (سنترو دي سالود) بينما في المناطق الريفية يتم دعم المركز الرئيسي من خلال فروع صغيرة (استشارية)، وعادةً ما يتم التعامل معها بمفردها.
يتطلب الحصول على ترخيص الطبيب العام في إسبانيا دراسة الطب لمدة 6 سنوات، واجتياز امتحان وطني تنافسي يدعى بكالوريوس الطب العام ويخضع لبرنامج تدريبي لمدة 4 سنوات. يشمل البرنامج التدريبي التخصصات الأساسية مثل الطب العام والممارسة العامة (حوالي 12 شهرا لكل منهما)، وطب الأطفال، وأمراض النساء، وجراحة العظام وطب الصدر والأمراض النفسي. تضيف بعض التحصصات الاختيارية مثل أمراض الأنف والأذن والحنجرة، وطب العيون، وأمراض الذكورة، والأمراض المعدية، زأمراض الروماتيزم أو غيرها إلى المناهج الدراسية مدة 4 سنوات. يقوم التقييم على أساس وينطوي على استكمال دفتر يضمن جميع المهارات والقدرات والاستعدادات المكتسبة ب حلول نهاية فترة التدريب.

## الأوقيانوسا

### أستراليا
شهدت الممارسة العامة في أستراليا ونيوزيلندا العديد من التغييرات في متطلبات التدريب على مدى العقد الماضي. يتعتبر الدرجة الطبية الأساسية في أستراليا هي بكالوريوس الطب والجراحة، والتي تُمنح تقليديًا بعد الانتهاء من الدراسة الجامعية المستمرة لمدة خمس أو ست سنوات. وعلى مدى السنوات القليلة الماضية، زاد عدد البرامج الطبية لمدة أربع سنوات بعد التخرج (للحصول على درجة البكالوريوس السابقة المطلوبة)، وأصبح الأمر أكثر شيوعًا؛ إذ يمثل الآن أكثر من نصف جميع خريجي الطب الأسترالي. يمكل المتخرج بعد تخرجه تدريب لمدة عام واحد في مستشفيات عامة وخاصة قبل الحصول على التسجيل الكامل. يخضع العديد من الممارسين الطبيين الذين تم تسجيلهم حديثًا لمدة عام واحد أو أكثر من الوظيفة المهنية كموظفين طبيين مقيمين (تختلف المسميات حسب الاختصاصات) قبل بدء التدريب المتخصص. بالنسبة للتدريب على الممارسة العامة، يلتحق الممارس الطبي عندئذٍ ببرنامج مدته ثلاث أو أربع سنوات إما من خلال «البرنامج الأسترالي للتدريب على الممارسة العامة» أو «نظام التدريب المهني عن بعد» أو «المسار المستقل». أعلنت الحكومة الأسترالية عن زيادة عدد أماكن تدريب الممارسين العامين من خلال البرنامج الأسترالي للتدريب على الممارسة العامة، حيث سيتم توفير 1500 مكان في العام بحلول عام 2015.
توفر مجموعة الدورات الدراسية والتدريب نوع التدريب المهني تدريبًا جيدًا مما يؤدي إلى منح زمالة الكلية الملكية الأسترالية للممارسين العامين (FRACGP) أو زمالة الكلية الأسترالية للطب الريفي والبعيد (FACRRM) عند النجاح. ومنذ عام 1996، كان هذا المؤهل أو ما يعادله مطلوبًا لكي يتمكن الممارسون العامون الجدد من الحصول على ترخيص مزاولة المهنة كممارس عام. تم الاعتراف بالأطباء الذين تخرجوا قبل عام 1992 والذين عملوا في الممارسة العامة لفترة محددة من الوقت على أنهم ممارسون عامون «مسجلون مهنيًا»، ومنحهم أهلية تلقائية ومستمرة للممارسات العامة الحسومات الطبية. كما توجد مجموعة كبيرة من الأطباء الذين لديهم مؤهلات وخبرات متماثلة، لكنهم لم يحصلوا على تلك التراخيص واعتُبروا «غير مسجلين مهنيًا». تعترف الحكومة الفيدرالية الأسترالية بخبرة وكفاءة هؤلاء الأطباء، من خلال السماح لهم بالعمل في مجالات أولوية كالسياسة الحكومية، مثل مناطق النقص في القوى العاملة وخدمة المدن بعد ساعات العمل. تمنح بعض البرامج أهلية دائمة وغير مقيدة للممارسين العامين بعد 5 سنوات من الممارسة في إطار البرنامج، كما توجد حملة مجتمعية لدعم هؤلاء ما يسمى أطباء غير المُسجلين مهنيًا لمنحهم الترخيص الكامل والدائم، كما حدث تمامًا مع الجيل السابق من الممارسين العامين قبل عام 1996. تدعم الجمعية الطبية الأسترالية (AMA) هذه الحملة السياسة الرسمية.
يُصنّف نظام الرعاية الصحية في أستراليا باعتباره نظام التأمين الصحي الشامل، مما لا يعطي للممارس العام إمكانية ممارسة عمله الخاص في عيادةٍ خاصة.
تم إنشاء التدريب على الممارسة العامة الإجرائية بالاشتراك مع زمالة الممارسة العامة من قِبَل «الكلية الأسترالية للطب الريفي والبعيد» في عام 2004. وقد تم تطوير هذه الزمالة الجديدة للمساعدة في التعرف على المهارات المتخصصة المطلوبة للعمل في سياق ريفي ونائي. بالإضافة إلى ذلك، كان من المأمول أن يدرك الإلحاح الوشيك بتدريب ممارسي الإجراءات الريفية على دعم خدمات طب النساء والتوليد والجراحة داخل المناطق الريفية بأستراليا. يقوم كل مسجل باختيار تخصص يمكن ممارسته في منطقة ريفية من قائمة تدريب المهارات المتقدمة، ويمضي 12 شهرًا على الأقل في التدرب على هذا التخصص، وتشمل أكثر التخصصات شيوعًا الجراحة، وطب التوليد والنساء والتخدير. وتشمل الاختيارات الأخرى للتخصص صحة السكان الأصليين وسكان جزر مضيق توريس والطب الباطني للبالغين، وطب الطوارئ، والصحة العقلية، وطب الأطفال، والصحة السكانية والطب المداري. أنشأت أستراليا الكلية الملكية الأسترالية للممارسين العامين والتي أضافت سنة تدريب إضافية (فوق 3 سنوات أساسية) للحصول «الزمالة في الممارسة العامة الريفية المتقدمة». ويمكن أخذ التدريب في السنة الإضافية، أو تدريب المهارات الريفية المتقدمة (ARST) في مواقع مختلفة من المستشفيات الثلاثية إلى الممارسة العامة الصغيرة.